# Commerce Trust Building
Commerce Trust Building es una torre de 15 pisos construida para el banco más grande de Kansas City (Estados Unidos). Construido en 1907 fue el segundo rascacielos de Kansas City, después del New York Life Building.

## Características
Tiene una fachada de granito rojo y tejas de terracota blanca y era el edificio más alto de Misuri cuando se inauguró.
Anteriormente, en el sitio se encontraba el hogar de The Kansas City Journal, que a su vez fue adquirido por Commerce. Harry Truman trabajó en el edificio anterior.
Su arquitecto Jarvis Hunt también diseñó Union Station y la sede de The Kansas City Star. La empresa constructora fue George A. Fuller Company, que construyó el edificio Flatiron en Nueva York y, como empresa, continúa construyendo importantes rascacielos a escala internacional.
En 1965, Commerce construyó un edificio contiguo más grande, el Commerce Tower, pero ha seguido utilizando el edificio original.
En 2004, Commerce Bancshares llevó a cabo una renovación del edificio por valor de 48 millones de dólares, ampliando su superficie en pies cuadrados a 27 871 m² rellenando el patio de luces entre los pisos 4 y 15.
Parte de la renovación también incluyó la iluminación del techo de vidrio ornamentado del vestíbulo para replicar la luz natural del sol.

## Galería
| |
| Entrada a nivel de la calle, con un reloj emblemático y entrada porte-cochère en el extremo derecho. |